# Fichtwald
Fichtwald és un municipi alemany que pertany a l'estat de Brandenburg. Forma part de l'Amt Schlieben. Fou creat el 2001 de la unió de les comunitats de Hillmersdorf, Naundorf i Stechau.